# Louis Mazon
Pour les articles homonymes, voir Mazon.

a Compétitions nationales et continentales officielles uniquement.

b Matchs officiels uniquement.
Louis Mazon, né le 7 juillet 1921 à Montluel et mort le 6 février 1969 à Carcassonne, est un joueur et entraîneur de rugby à XIII international français évoluant au poste de pilier, de deuxième ligne ou de troisième ligne dans les années 1940 et 1950. 
Né à Montluel, il emménage à Chalabre avec sa famille à l'âge de sept ans. Il commence par jouer au rugby à XV au sein du club de ce village d'adoption avant de rejoindre le club de l'AS Carcassonne. Après guerre, il remporte deux titres de Championnat de France de rugby à XIII en 1945 et 1946 avant de faire un saut en rugby à XV durant deux saisons entre Saint-Girons et l'US Romans Péage. Il revient à Carcassonne en 1948 et forme avec Brousse et Ponsinet "la famille Taillefer". Il y remporte le Championnat de France en 1950, 1952 et 1953, ainsi que la Coupe de France en 1951 et 1952.
Ses performances remarquées en club l'amènent à prendre part à de nombreuses rencontres de l'équipe de France entre 1948 et 1954, remportant trois titres de Coupe d'Europe des nations en 1949, 1951 et 1952, et en prenant part à la tournée victorieuse de 1951.
En 1988, il intègre le Rugby League Hall of Fame.

## Biographie
Louis Mazon naît le 7 juillet 1921 à la rue de l'Hôpital sur la commune de Montluel dans le département de l'Ain. Ses parents, Maurice Mazon et Claudia Poly, sont tous deux ouvriers chapeliers sur Montluel.
Durant la Seconde Guerre mondiale, il entre dans la résistance aux côtés des forces françaises de l’intérieur.
Il meurt le 6 février 1969 à Carcassonne des suites d'une longue maladie. Le stade sportif de Chalabre porte son nom.
Il repose au cimetière La Conte de Carcassonne.

## Palmarès

### Rugby à XIII
- Collectif :
  - Vainqueur de la Coupe d'Europe des nations : 1949, 1951 et 1952 (France).
  - Vainqueur du Championnat de France : 1945, 1946, 1950, 1952 et 1953 (Carcassonne).
  - Vainqueur de la Coupe de France :  1946, 1951 et 1952 (Carcassonne).
  - Finaliste du Championnat de France : 1949, 1955 et 1956 (Carcassonne).
  - Finaliste de la Coupe de France : 1945 et 1949 (Carcassonne).

### Détails en sélection
| 1.  | 23 octobre 1948  | Pays de Galles      | 12-9  | Coupe d'Europe | Troisième ligne | - | - | - | - |
| 2.  | 9 janvier 1949   | Australie           | 10-29 | Test-match     | Deuxième ligne  | - | - | - | - |
| 3.  | 11 novembre 1950 | Angleterre          | 9-14  | Coupe d'Europe | Deuxième ligne  | - | - | - | - |
| 4.  | 10 décembre 1950 | Autres Nationalités | 16-3  | Coupe d'Europe | Deuxième ligne  | - | - | - | - |
| 5.  | 11 juin 1951     | Australie           | 26-15 | Test-match     | Deuxième ligne  | - | - | - | - |
| 6.  | 30 juin 1951     | Australie           | 11-23 | Test-match     | Deuxième ligne  | - | - | - | - |
| 7.  | 21 juillet 1951  | Australie           | 35-14 | Test-match     | Deuxième ligne  | - | - | - | - |
| 8.  | 4 août 1951      | Nouvelle-Zélande    | 15-16 | Test-match     | Deuxième ligne  | - | - | - | - |
| 9.  | 3 novembre 1951  | Autres Nationalités | 14-17 | Coupe d'Europe | Pilier          | - | - | - | - |
| 10. | 27 décembre 1952 | Australie           | 12-16 | Test-match     | Pilier          | - | - | - | - |
| 11. | 25 janvier 1953  | Australie           | 13-5  | Test-match     | Pilier          | - | - | - | - |
| 12. | 11 avril 1953    | Angleterre          | 13-15 | Coupe d'Europe | Pilier          | - | - | - | - |
| 13. | 24 avril 1953    | Grande-Bretagne     | 28-17 | Test-match     | Troisième ligne | - | - | - | - |
| 14. | 9 janvier 1954   | États-Unis          | 31-0  | Test-match     | Pilier          | - | - | - | - |

#### Statistiques
| Saison    | Saison                                    | Championnat                               | Championnat                               | Coupe                                     | Coupe                                     | Sélection                                 | Sélection                                 | Sélection                                 | Sélection                                 | Sélection                                 | Sélection                                 | Sélection |
| Saison    | Saison                                    | Comp.                                     | Class.                                    | Comp.                                     | Class.                                    | Comp.                                     | M                                         | Pts                                       | Ess.                                      | Buts                                      | Dp.                                       |           |
| --------- | ----------------------------------------- | ----------------------------------------- | ----------------------------------------- | ----------------------------------------- | ----------------------------------------- | ----------------------------------------- | ----------------------------------------- | ----------------------------------------- | ----------------------------------------- | ----------------------------------------- | ----------------------------------------- | --------- |
| 1944-1945 | AS Carcassonne                            | Championnat de France                     | Vainqueur                                 | Coupe de France                           | Finaliste                                 |                                           |                                           |                                           |                                           |                                           |                                           |           |
| 1945-1946 | AS Carcassonne                            | Championnat de France                     | Vainqueur                                 | Coupe de France                           | Vainqueur                                 |                                           |                                           |                                           |                                           |                                           |                                           |           |
| 1946-1948 | Passage au rugby à XV durant deux saisons | Passage au rugby à XV durant deux saisons | Passage au rugby à XV durant deux saisons | Passage au rugby à XV durant deux saisons | Passage au rugby à XV durant deux saisons | Passage au rugby à XV durant deux saisons | Passage au rugby à XV durant deux saisons | Passage au rugby à XV durant deux saisons | Passage au rugby à XV durant deux saisons | Passage au rugby à XV durant deux saisons | Passage au rugby à XV durant deux saisons |           |
| 1948-1949 | AS Carcassonne                            | Championnat de France                     | Finaliste                                 | Coupe de France                           | Finaliste                                 |                                           | 2                                         | -                                         | -                                         | -                                         | -                                         |           |
| 1949-1950 | AS Carcassonne                            | Championnat de France                     | Vainqueur                                 | Coupe de France                           | 1/8 finale                                |                                           |                                           |                                           |                                           |                                           |                                           |           |
| 1950-1951 | AS Carcassonne                            | Championnat de France                     | 1/2 finale                                | Coupe de France                           | Vainqueur                                 |                                           | 6                                         | -                                         | -                                         | -                                         | -                                         |           |
| 1951-1952 | AS Carcassonne                            | Championnat de France                     | Vainqueur                                 | Coupe de France                           | Vainqueur                                 |                                           | 1                                         | -                                         | -                                         | -                                         | -                                         |           |
| 1952-1953 | AS Carcassonne                            | Championnat de France                     | Vainqueur                                 | Coupe de France                           | 1/4 finale                                |                                           | 4                                         | -                                         | -                                         | -                                         | -                                         |           |
| 1953-1954 | AS Carcassonne                            | Championnat de France                     | 7e                                        | Coupe de France                           | 1/4 finale                                |                                           | 1                                         | -                                         | -                                         | -                                         | -                                         |           |
| 1954-1955 | AS Carcassonne                            | Championnat de France                     | Finaliste                                 | Coupe de France                           | 1/8 finale                                |                                           |                                           |                                           |                                           |                                           |                                           |           |
| 1955-1956 | AS Carcassonne                            | Championnat de France                     | Finaliste                                 | Coupe de France                           | 1/4 finale                                |                                           |                                           |                                           |                                           |                                           |                                           |           |
| 1956-1957 | AS Carcassonne                            | Championnat de France                     | 1/2 finale                                | Coupe de France                           | 1/4 finale                                |                                           |                                           |                                           |                                           |                                           |                                           |           |

### Rugby à XV
| Saison    | Saison             | Championnat           | Championnat | Coupe           | Coupe      |
| Saison    | Saison             | Comp.                 | Class.      | Comp.           | Class.     |
| --------- | ------------------ | --------------------- | ----------- | --------------- | ---------- |
| 1946-1947 | Saint-Girons XV    | Championnat de France | 2e phase    | Coupe de France | ?          |
| 1947-1948 | US Romans Péage XV | Championnat de France | 1/4 finale  | Coupe de France | 1/4 finale |